# کیک چانچیگوری
کیک چانچیگوری (اسپانیایی: Torta de Chanchigorri‎؛ ‏ باسکی: Txantxigorri Opila) نوعی کیک اسپانیایی است که در آشپزی باسکی و منطقهٔ نابارا رواج دارد. این کیک، شکلی گرد دارد و به‌طور سنتی هنگام ذبح خوک‌ها درست می شودو مواد تشکیل‌دهندهٔ آن، گوش خوک سرخ‌شده، چربی خوک، خمیر نان و شکر است. این کیک‌ها به‌طورت گرم سِرو می‌گردد و در ماه‌های پائیزی به بازار عرضه می‌شود.